# 中国铁路30型客车
中国铁路30型客车是中国铁路91年之前用于米轨的客车，现主要运用于昆明铁路局管内昆河铁路和昆石铁路上的通勤列车：一节XU30型邮政车作为行李车使用。

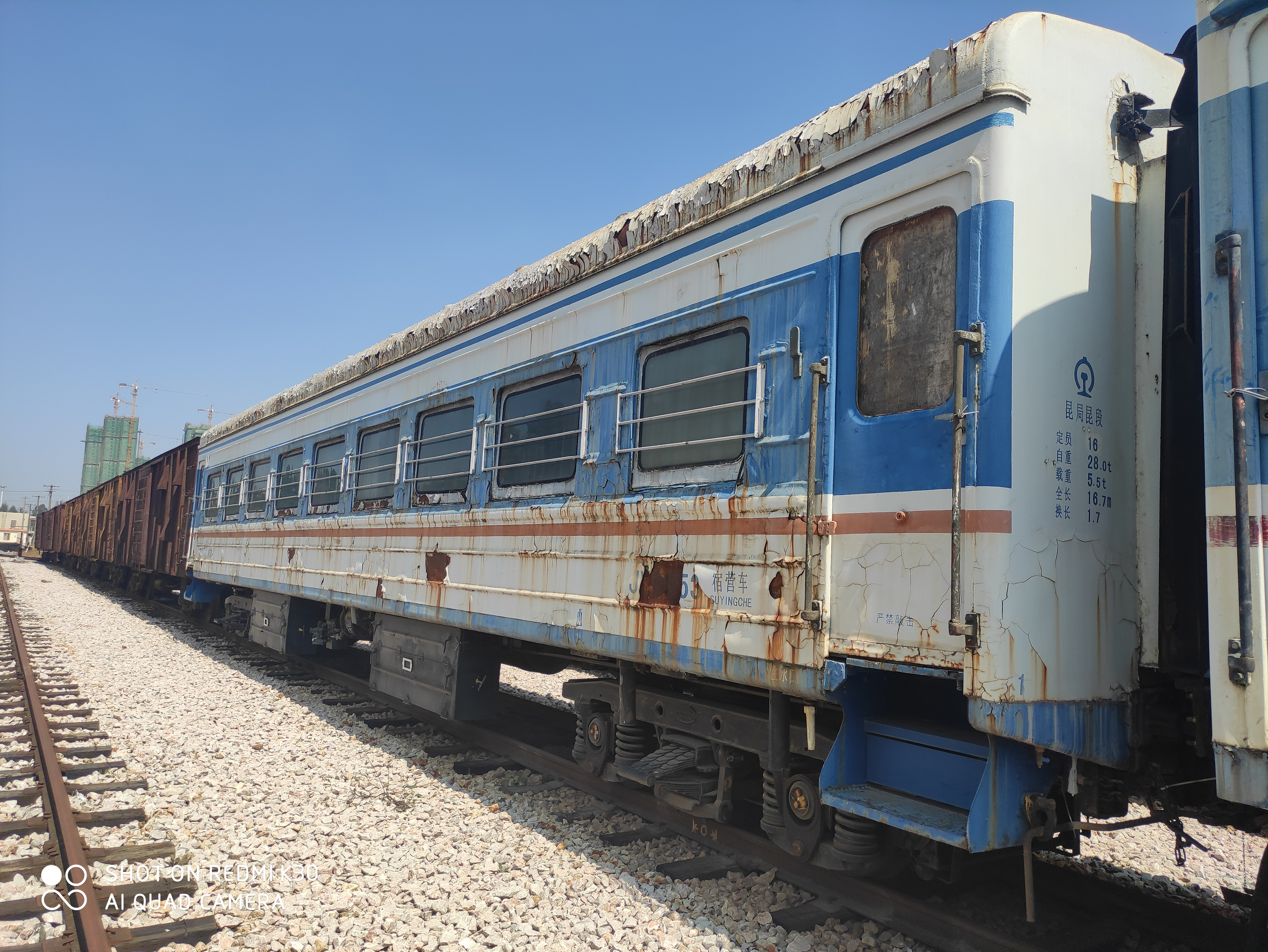
封存在王家营站的由YW30型客车改造而来的JY30型救援宿营车

## 现状
本车型基本已被中国铁路M1型客车淘汰。卧铺车部分改造为JY30型救援宿营车，部分送到国外。

## 其他
取消加强筋的24型客车也称 YZ30型硬座车（页面存档备份，存于）